# Niemiecki Instytut Polityki Rozwoju
Niemiecki Instytut Polityki Rozwoju (niem. Deutsches Institut für Entwicklungspolitikⓘ, ang. German Development Institute) należy do najważniejszych think tanków do spraw globalnego rozwoju i polityki międzynarodowej.
Instytut został założony w Berlinie w roku 1964. W roku 2000 przeniesiono je do Bonn. Najważniejsze zadania instytutu są badania i porada na temat ekonomii rozwoju, oraz kształcenie absolwentów szkół wyższych w ramach pomocy dla krajów rozwijających się.